# François Junod
Pour les articles homonymes, voir Junod.
François Junod est un artiste suisse qui fabrique des automates. Il est né à Sainte-Croix en 1959.

## Biographie
Originaire de Sainte-Croix ou il est né en 1959 il en fréquente l'école technique ou il obtient un Certificat fédéral de capacité (CFC) de micromécanique. Il suit ensuite un apprentissage de restaurateur d'automate. En 1983 il obtient un diplôme en dessin et sculpture des beaux-Arts de Lausanne.
En 1984 il se lance dans la fabrication d'automates et de sculptures.

## Travaux
En presque quarante ans de travail, François Junod à réalisé de très nombreux automates. Entre autres, un Pouchkine écrivant de la poésie générée aléatoirement par un système mécanique ou un Léonard de Vinci qui écrit de droite à gauche.

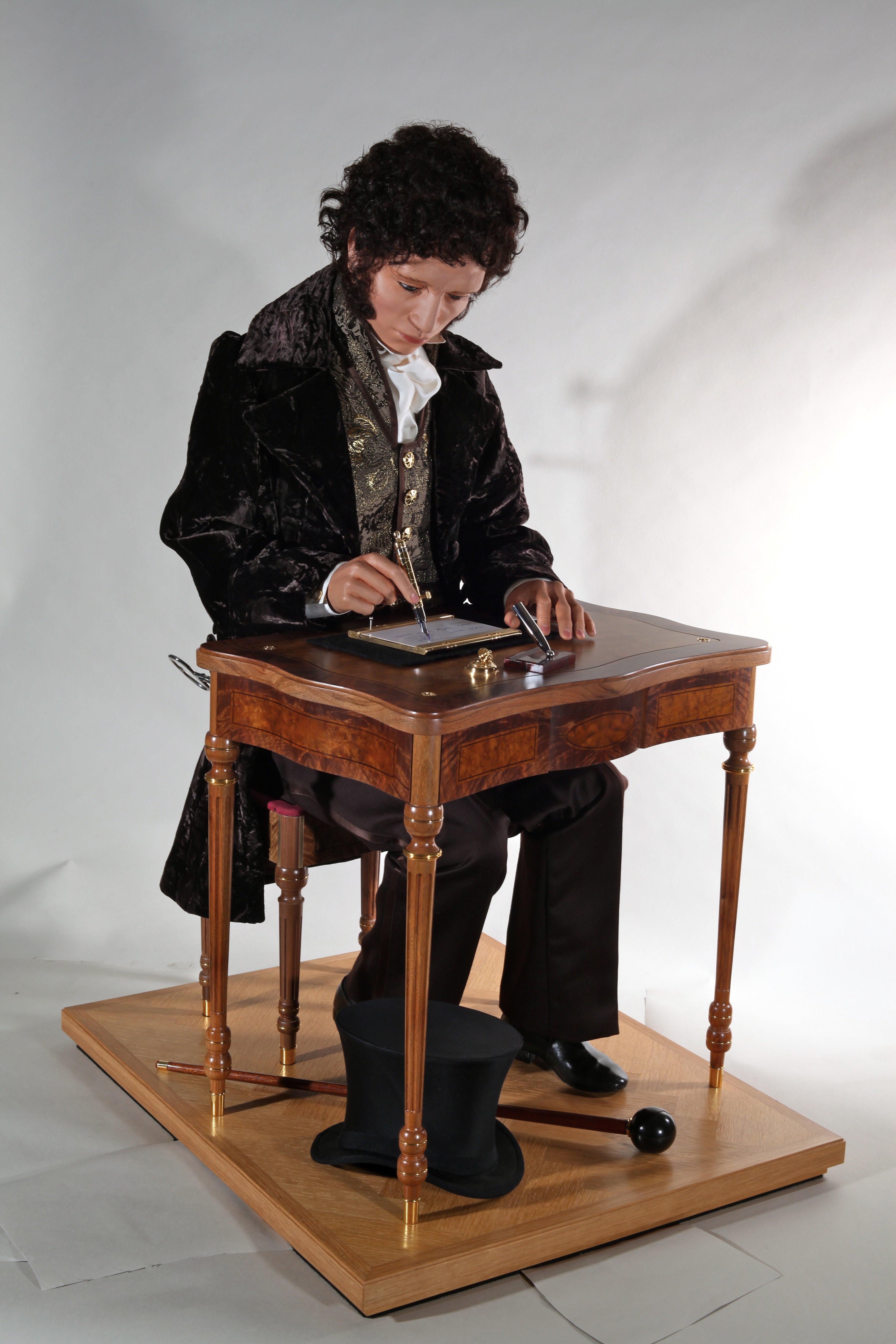
Automate d'Alexandre Pouchkine écrivant de la poésie (2010)
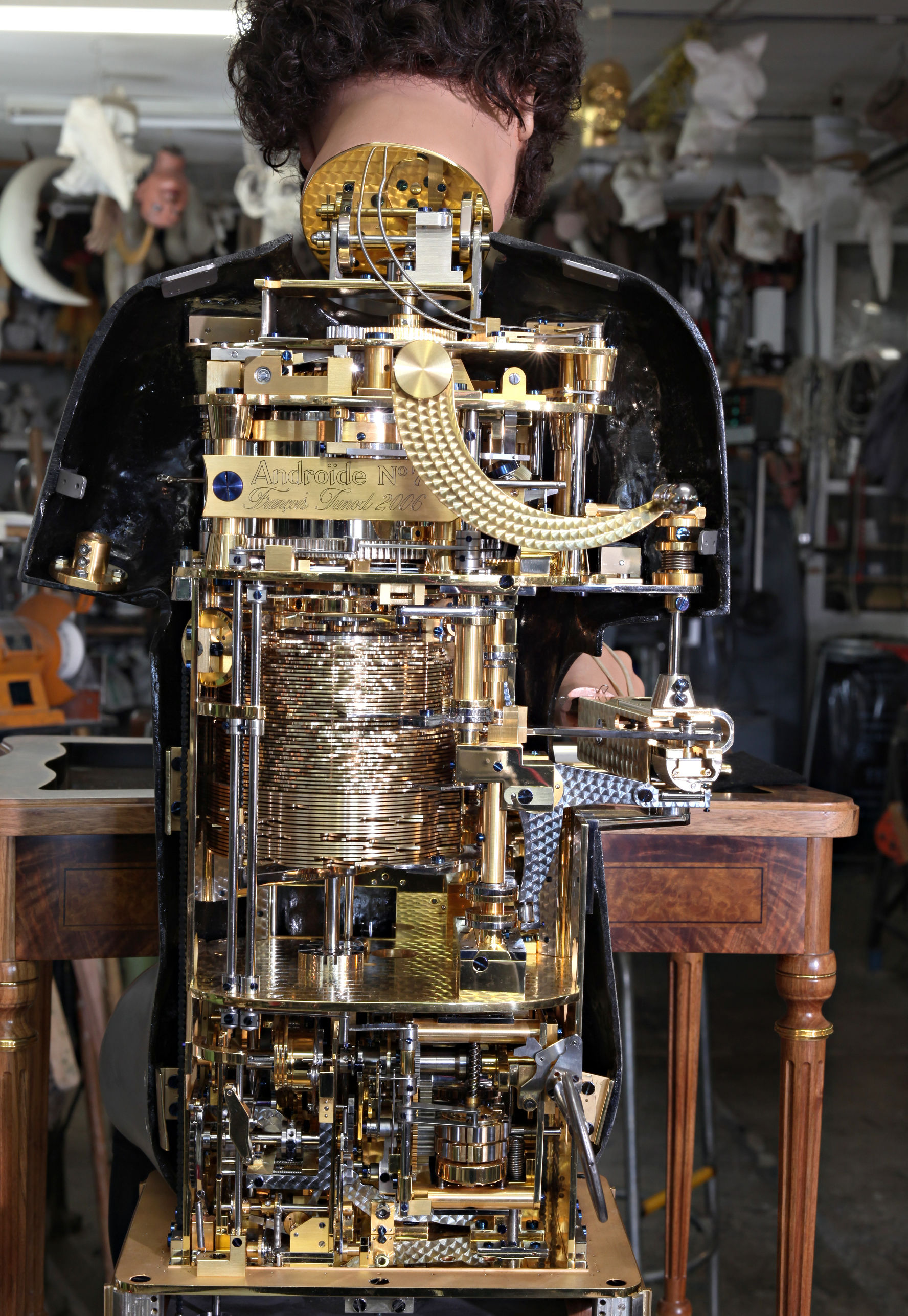
Détail du mécanisme de l'automate